# Piper zhorquinense
Piper zhorquinense är en pepparväxtart som beskrevs av C. Dc.. Piper zhorquinense ingår i släktet Piper och familjen pepparväxter. Inga underarter finns listade i Catalogue of Life.